# Gisela Diewald-Kerkmann
Gisela Diewald-Kerkmann (* 4. März 1953 in Essen) ist eine deutsche Historikerin und Hochschullehrerin an der Universität Bielefeld.

## Leben
Gisela Diewald-Kerkmann studierte Erziehungswissenschaft, Soziologie und Psychologie an der Universität Essen (Studienschwerpunkte: Weiterbildung, Didaktik und Methodik) bis zum Abschluss als Diplom-Pädagogin. Im Anschluss daran studierte sie 1983 bis 1989 Geschichtswissenschaft an der Universität Bielefeld, im Hauptfach Geschichte des 19. und 20. Jahrhunderts und in den Nebenfächern Alte Geschichte und Erziehungswissenschaft (Magister artium (MA)). Sie war außeruniversitär in der Erwachsenenbildung tätig. Das Dissertationsprojekt (1990–1994) Politische Denunziationen im NS-Regime bei Christoph Kleßmann und Joachim Radkau schloss sie 1995 mit der Promotion zum Dr. phil. (Gesamtergebnis Summa cum laude) bei Christoph Kleßmann ab. Das Forschungsprojekt Ermittlungs- und Strafverfahren gegen Frauen wegen politisch motivierter Gewalttaten 1970–1990 führte sie von 2001 bis 2007 durch.
Von 2004 bis 2008 führte sie als Lehrbeauftragte regelmäßige Lehrveranstaltungen im Arbeitsbereich Zeitgeschichte an der Fakultät für Geschichtswissenschaft der Universität Bielefeld durch. Nach der Habilitation an der Universität Bielefeld im März 2008 (Gutachter: Heinz-Gerhard Haupt, Ingrid Gilcher-Holtey, Ute Frevert und Klaus Marxen) und nach dem Vortrag am 10. Dezember 2008 im Habilitationskolloquium Augenzeugenschaft, Bilder und Kriegswahrwahrnehmung: Frontberichterstattung im deutsch-französischen Krieg 1870/71 wurde sie im Dezember 2008 zur Privatdozentin mit venia legendi für das Fach Geschichte des 19. und 20. Jahrhunderts ernannt.
Vom 1. Oktober 2008 bis zum 30. Juni 2009 vertrat sie eine Professur für das Fach Allgemeine Geschichte unter besonderer Berücksichtigung der Zeitgeschichte an der Universität Bielefeld (Lehrstuhl: Ingrid Gilcher-Holtey). Im Februar 2009 wurde sie zum Mitglied des Landesprüfungsamtes für Erste Staatsprüfungen für Lehrämter an Schulen (Geschichte: Primarstufe, Sekundarstufe I und II; LBSU Gesellschaftslehre: Primarstufe) berufen. Von Januar 2010 bis September 2013 führte sie das Forschungsprojekt „Zwischen den Fronten“ – Zum Selbstverständnis der Anwälte in der Bundesrepublik Deutschland durch. 2011 wurde sie zur außerplanmäßigen Professorin an der Universität Bielefeld ernannt. Seit 2014 lehrte sie als Professorin an der Universität Bielefeld.
Ihre Forschungsgebiete sind Geschichte des Nationalsozialismus, Geschichte der politischen Gewalt im 19. und 20. Jahrhundert, historische Terrorismusforschung und Rechtsgeschichte nach 1945.

## Schriften (Auswahl)
Monografien
- Politische Denunziation im NS-Regime oder Die kleine Macht der „Volksgenossen“. Dietz, Bonn 1995, ISBN 3-8012-5018-0 (zugleich Dissertation, Bielefeld 1994).
- Frauen, Terrorismus und Justiz. Prozesse gegen weibliche Mitglieder der RAF und der Bewegung 2. Juni (= Schriften des Bundesarchivs. Band 71). Droste, Düsseldorf 2009, ISBN 3-8012-5018-0 (zugleich Habilitationsschrift, Bielefeld 2008).

Herausgeberin
- mit Kerstin Kunz und Andreas Knobelsdorf: Vor braunen Richtern. Die Verfolgung von Widerstandshandlungen, Resistenz und sogenannter Heimtücke in Bielefeld 1933–45 (= Bielefelder Beiträge zur Stadt- und Regionalgeschichte. Band 10). Stadtarchiv und Landesgeschichtliche Bibliothek, Bielefeld 1992, ISBN 3-928884-10-7.
- mit Ingrid Holtey: Zwischen den Fronten. Verteidiger, Richter und Bundesanwälte im Spannungsfeld von Justiz, Politik, APO und RAF. Gespräche. Duncker & Humblot, Berlin 2013, ISBN 978-3-428-13805-0.

Aufsätze
- Terrorismus – wissenschaftliches Konzept und politischer Kampfbegriff, in: Zeitschrift für Geschichtswissenschaft (ZfG), 72. Jahrgang, 2024 (Themenheft: Terrorismus in der Moderne), Heft 11, S. 895–907.
- „… einen klaren Trennungsstrich ziehen“. Frauen und Terrorismus, in: Liane Rothenberger, Joachim Krause, Jannis Jost, Kira Frankenthal (Hrsg.): Terrorismusforschung. Interdisziplinäres Handbuch für Wissenschaft und Praxis. ISPK-Studien zur Terrorismusforschung, Baden-Baden 2022, S. 291–303.
- Die Bedeutung von Denunziationen im Kontext der Sterilisationsverbrechen im NS-Regime, in: Margret Hamm (Hrsg.): Ausschluss und „Euthanasie“ gestern – Sterbehilfe und Teilhabe heute. Leben mit dem Stigma, Berlin 2023, S. 265–295.
- Engels-Bild und Engels-Rezeption in der DDR, in: Zeitschrift des Bergischen Geschichtsvereins (ZBGV), Band 106, 2019–2021, Wuppertal 2023, S. 142–149.
- Den eigenen Körper als Waffe einsetzen – Hungerstreiks als politisches Druckmittel, in: Gleb J. Albert, Daniel Siemens, Frank Wolff (Hrsg.): Entbehrung und Erfüllung. Praktiken von Arbeit, Körper und Konsum in der Geschichte moderner Gesellschaften. Für Thomas Welskopp 1961–2021, Bonn 2021, S. 293–310.
- Die Opfer und die Täter. RAF und Strafverfahren gegen RAF-Mitglieder. Zäsuren in der Geschichte der RAF, in: Caroline Klausing, Verena von Wiczlinski (Hrsg.): Die RAF – ein deutsches Trauma? Versuch einer historischen Deutung, Ludwigshafen 2018, S. 104–131.
- Justiz gegen Terrorismus. „Terroristenprozesse“ in der Bundesrepublik, Italien und Großbritannien, in: Johannes Hürter (Hrsg.): Terrorismusbekämpfung in Westeuropa. Demokratie und Sicherheit in den 1970er und 1980er Jahren, Berlin 2015, S. 35–61.
- Der Terrorismus der Roten Armee Fraktion, in: Stefan Schieren (Hrsg.): Populismus – Extremismus – Terrorismus, Schwalbach/Ts. 2014, S. 59–79.
- Herausforderung der bundesdeutschen Justiz. Terroristinnen vor Gericht, in: Irene Bandhauer-Schöffmann, Dirk van Laak (Hrsg.): Der Linksterrorismus der 1970er-Jahre und die Ordnung der Geschlechter, Trier 2013, S. 163–182.
- Die RAF und die Bewegung 2. Juni. Die Beziehung von Gewaltgruppen und radikalem Milieu im Vergleich, in: Stefan Malthaner, Peter Waldmann (Hrsg.): Radikale Milieus. Das soziale Umfeld terroristischer Gruppen, Frankfurt/Main 2012, S. 121–142.
- Denunziant ist nicht gleich Denunziant, in: Klaus Behnke, Jürgen Wolf (Hrsg.): Stasi auf dem Schulhof. Der Missbrauch von Kindern und Jugendlichen durch das Ministerium für Staatssicherheit, 2. verbesserte und ergänzte Auflage, Hamburg 2012, S. 63–73.
- Ausstiegs- und Befriedungsstrategien am Beispiel des bundesdeutschen Linksterrorismus. In: Klaus Weinhauer, Jörg Requate (Hrsg.): Gewalt ohne Ausweg? Terrorismus als Kommunikationsprozess in Europa seit dem 19. Jahrhundert. Frankfurt/Main 2012, S. 223–240.
- Die Rote Armee Fraktion im Original-Ton. Die Tonbandmitschnitte vom Stuttgarter Stammheim-Prozess, in: Zeithistorische Forschungen. 5 Jg., 2008/2, S. 299–312.